# Mary Walton

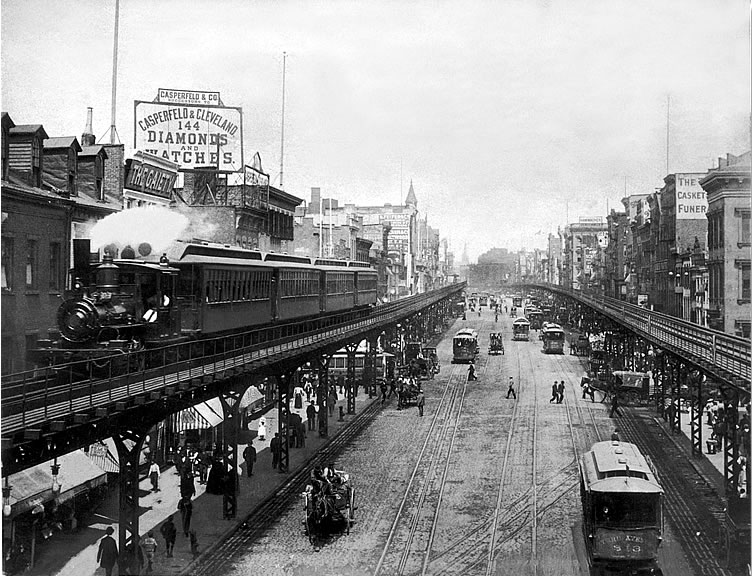
Högbanor i New York, 1896.

Mary Elizabeth Walton, född 1827, var en amerikansk uppfinnare på 1800-talet. Hon utvecklade banbrytande system för att minska luftföroreningar från skorstenar och buller från tåg.

## Uppfinningar
År 1881 skapade Walton en metod för att minska miljöriskerna från röken som släpps ut från skorstenar. Hennes system avledde utsläppen som producerades av fabrikens skorstenar till vattentankar, där föroreningarna hölls kvar och senare spolas ut "i avloppet, eller i andra lämpliga kanaler för att leda dem till en avlägsen eller önskad plats".
Mary Walton uppfann också ett system för att minska bullret från den upphöjda järnvägen i New York. Hon installerade ljuddämpande lådor fyllda med sand längs järnvägsspåren, där ljuden absorberades och dämpades. Uppfinningen patenterades 1881 och bidrog till att avsevärt minska bullret från tåg i tätbebyggda områden. Rättigheterna såldes till Metropolitan Railroad för 10 000 dollar och systemet antogs snart av andra företag.